# 虎坊桥
39°53′22″N 116°23′05″E / 39.8894376°N 116.3846062°E
虎坊桥是北京市西城区和平门外的一个地名。

## 历史
虎坊桥因明朝最大的养虎之处“虎房”（俗称“虎城”）而得名，是1553年在虎城东侧一条南北走向的明沟上修建的专用桥梁。
《箕城杂缀》载， “虎坊桥在琉璃厂东南，其西有铁门，前朝虎圈地也。”设铁门以防老虎逃出，后世乃以其作为地名。
虎坊桥以东至万明路旧称“虎坊桥大街”，现已并入珠市口西大街。虎坊桥西北有“虎坊胡同”，现已并入骡马市大街。再往西北有铁门胡同。
2014年起，北京地铁7号线在此设虎坊桥站。